# Antons Justs
Antons Justs (Varakļāni, 22 novembre 1931 – Jelgava, 17 febbraio 2019) è stato un vescovo cattolico lettone.

## Biografia
Justs è nato in Lettonia ed è stato ordinato sacerdote nel 1960. Dopo aver servito in Virginia negli Stati Uniti, ha servito come vescovo della diocesi cattolica romana di Jelgava, Lettonia, dal 1996 al 2011.

## Genealogia episcopale e successione apostolica
La genealogia episcopale è:
- Cardinale Scipione Rebiba
- Cardinale Giulio Antonio Santori
- Cardinale Girolamo Bernerio, O.P.
- Arcivescovo Galeazzo Sanvitale
- Cardinale Ludovico Ludovisi
- Cardinale Luigi Caetani
- Cardinale Ulderico Carpegna
- Cardinale Paluzzo Paluzzi Altieri degli Albertoni
- Papa Benedetto XIII
- Papa Benedetto XIV
- Papa Clemente XIII
- Cardinale Enrico Benedetto Stuart
- Papa Leone XII
- Cardinale Chiarissimo Falconieri Mellini
- Cardinale Camillo Di Pietro
- Cardinale Mieczysław Halka Ledóchowski
- Cardinale Jan Maurycy Paweł Puzyna de Kosielsko
- Arcivescovo Józef Bilczewski
- Arcivescovo Bolesław Twardowski
- Arcivescovo Eugeniusz Baziak
- Papa Giovanni Paolo II
- Vescovo Antons Justs

La successione apostolica è:
- Vescovo Eduards Pavlovskis (2011)